# Super Express 109
Pour plus de détails, voir Fiche technique et Distribution.
Super Express 109 (新幹線大爆破, Shinkansen daibakuha) est un film japonais de Jun'ya Satō sorti en 1975.

## Synopsis
Un criminel a posé une bombe dans le train Shinkansen 109. La bombe explosera si le train descend en dessous de 80 km/h, à moins que la rançon demandée ne soit payée.

## Fiche technique
- Titre : Super Express 109[2]
- Titre original : 新幹線大爆破 (Shinkansen daibakuha?)
- Réalisation : Jun'ya Satō
- Scénario : Jun'ya Satō, Ryūnosuke Ono
- Production : Tōei
- Musique : Hachiro Aoyama
- Décors : Shuichirō Nakamura
- Pays d'origine :  Japon
- Langue originale : japonais
- Genre : film d'action
- Format : couleur - 2,35:1
- Durée : 152 minutes[3] (États-Unis : 115 minutes)
- Dates de sortie : 
  - Japon : 5 juillet 1975[3]
  - France : 30 juin 1976[2],[4]

## Distribution
- Ken Takakura : Tetsuo Okita
- Sonny Chiba : Aoki
- Kei Yamamoto (en) : Masaru Koga
- Eiji Gō : Shingi Fujio
- Akira Oda : Hiroshi Oshiro
- Raita Ryu : Kikuchi
- Masayo Utsunomiya : Yasuko Tomita
- Yumiko Fuji : Akiyama
- Yumi Takigawa : Personnel de Scandinavian Airlines
- Etsuko Shihomi : Opérateur de Telefon
- Fumio Watanabe : Miyashita
- Toyoto Fukuda : Chef d'orchestre de Tashiro
- Hiroko Fuji :
- Junko Matsudaira : Serveuse au café Sun Plaza
- Tadaharu Hisatomi : Chef de la division des enquêtes spéciales du département de la police métropolitaine de Hirota
- Yoshiro Aoki : L'Inspecteur Senda
- Kiyoko Harada : Ingénieur en chef du Miyake Shinkansen
- Akira Hamada : L'Inspecteur Nagata
- Keisuke Nakai : Tetsu-chan
- Kiyoshi Yamamoto : Responsable des véhicules de conduite Takazawa
- Noriyuki Yano : Minami
- Hiroshi Kondo : L'Inspecteur Matsubara
- Hiroshi Tanaka : L'Inspecteur Tsutsumi
- Hirohisa Nakata : Membre du personnel du dépôt Shinkansen de Tokyo
- Yutaka Hayashi : Nakayan
- Akio Aoyama : Gérant de l'appartement Akane
- Shun Ueda : Shuichi Hirao
- Kenichi Matsuno : Commandant de l'opération Komiya
- Yoshifumi Tajima : L'Inspecteur Sasaki
- Miyako Tasaka : Kazuko Hirao
- Yumiko Katayama : Hôtesse au bar Snack Family
- Taiko Watanabe : Koga
- Rin Tsunami : Appartement résident d'Akane
- Mitsuru Mori : Yoko Taguchi
- Akiko Kazami : La mère de Yasuko
- Osamu Saka : Journaliste Isomura
- Takaya Saeki : Commandant de conduite Noguchi
- Seigo Fukuoka : Sugimura
- Koichi Iwaki : Akira Togo
- Nenji Kobayashi : Pilote Morimoto
- Goro Kataoka : L'Inspecteur Sahara
- Koji Fujiyama : Journaliste Hirooka
- So Takizawa : Kawamura, chef d'orchestre principal
- Shinji Nakahara : Chef de la division de sécurité publique du département de la police métropolitaine de Tokyo 1
- Yusuke Mori : Commandant électrique de campagne
- Kazuo Sato : Ono commande de conduite
- Hachiro Okamoto: Yama-chan
- Gen Akutsu: Détective de la police métropolitaine
- Susumu Kurobe: L'Inspecteur Goto
- Genji Kawai : L'inspecteur en chef
- Toshiyuki Tsuchiyama : L'Inspecteur Iwakami
- Keiko Aikawa : Serveuse
- Toshie Koko : Femme de ménage
- Norio Yamashita : Directeur général Shimizu
- Tokio Shoji : Préposé au bureau téléphonique (sous le nom de Soji Yamamoto)
- Isamu Matsuzawa : Préposé au bureau téléphonique
- Akira Kuchi : Pompière
- Goro Souma : L'Inspecteur
- Osamu Kimura : Journaliste
- Riki Gonokami : L'Inspecteur Ueno
- Tadashi Takatsuki : Membre du personnel de la gare de Hamamatsu
- Haruki Shiro : Cuisinier de voiture-restaurant
- Takashige: Hatanaka : Ingénieur des trains de marchandises, n° 5790
- Teruo Shimizu : Ouvrier de véhicule de secours
- Tatsuya Kameyama : Ouvrier de véhicule de secours
- Sakae Yamaura : Cuisinier de voiture-restaurant
- Shinzo Tanabe: Homme claustrophobe
- Kengo Miyaji : Assistant mécanicien du train de marchandises 5790
- Yoshitaka Nagaoka : Jeune homme
- Hisakazu Uchikoshi : Chef de gare Shimura
- Shinichi Iwai : Nobuo Takeda
- Yoshifumi Watanabe : Nabe-chan
- Masataka Kikuchi : L'Inspecteur
- Shigeru Yokoyama : Employé de la compagnie aérienne
- Kimitaka Oizumi : L'Inspecteur de la police préfectorale de Saitama
- Shigetoshi Takatori : L'Inspecteur d'aéroport
- Takashi Shimura : Président des JNR
- Akira Yamanouchi : Secrétaire de cabinet en chef
- Tomoo Nagai : Directeur général du Bureau Shinkansen de JNR
- Mizuho Suzuki : Hanamura, chef de la première division d'enquête de la police nationale
- Ken Utsui : Kuramochi
- Tetsurō Tanba : Sunaga, Chef de la Division des Affaires Criminelles de l'Agence Nationale de la Police
- Kin'ya Kitaōji : Un L'Inspecteur surveille Koga à l'aéroport
- Tamio Kawachi : L'Inspecteur Sato
- Kunie Tanaka : Le frère aîné de Koga

## Autour du film
- Le film Speed de Jan de Bont est basé sur la même idée, mais avec un bus à la place du train.
- Le film Bullet Train Explosion de Shinji Higuchi est une suite de Super Express 109.